# Hudson Institute

Logo dell'Hudson Institute

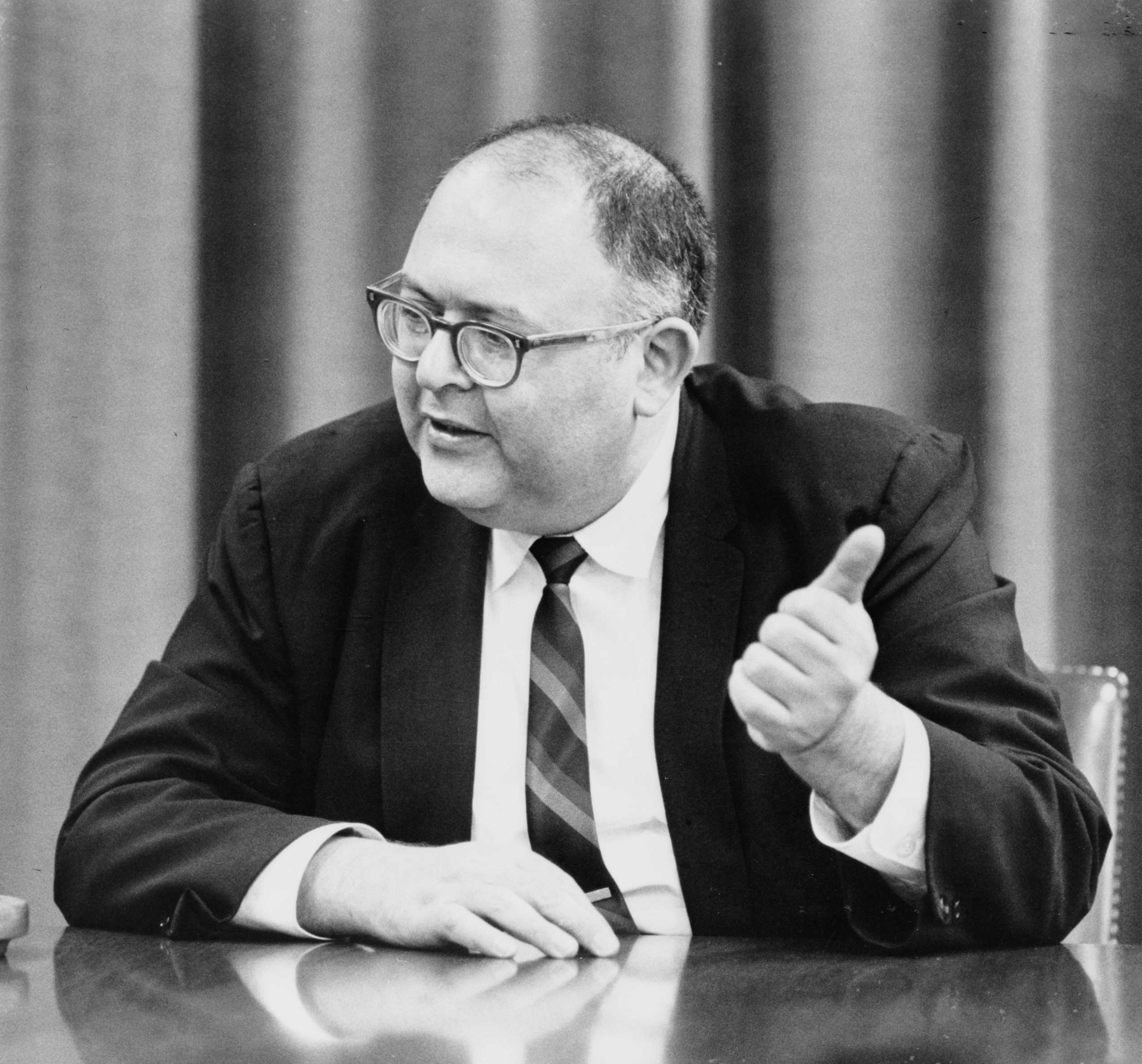
Herman Kahn nel 1965

L'Hudson Institute è un think tank statunitense, di orientamento conservatore, fondato nel 1961 a Croton-on-Hudson nello Stato di New York dal fisico Herman Kahn e da altri componenti della RAND Corporation. Consulenti dell'Istituto erano il sociologo Daniel Bell, il romanziere Ralph Ellison e il filosofo e politologo francese Raymond Aron.

## Obiettivi
L'Istituto si occupa di politiche per la pianificazione strategica del cambiamento attraverso studi interdisciplinari nei settori della difesa, relazioni internazionali, economia, tecnologia, cultura e diritto. I risultati delle analisi, destinati a politici e ai leader delle istituzioni pubbliche e private, sono diffusi mediante pubblicazioni, conferenze e riunioni. Nel 1984, un anno dopo la morte di Kahn, la sede dell'Istituto fu trasferita a Indianapolis, nell'Indiana. Nel 2004 fu spostata nuovamente a Washington. Nel 2011, il politologo Kenneth R. Weinstein, già all'Hudson Institute dal 1991, è stato nominato presidente e amministratore delegato.